# A-31 (航空機)
ヴェンジェンス
A-31 / A-35 ヴェンジェンス
TBV ジョージア
飛行するヴェンジェンス
(RAAF第12飛行隊所属、1943年12月撮影)
- 用途：急降下爆撃機、対地攻撃機
- 分類：軽爆撃機、攻撃機、艦上攻撃機
- 製造者：

  - ヴァルティー・エアクラフト社（開発）
  - スティンソン・エアクラフト社
  - ノースロップ社
- 運用者

  -  フランス空軍（予定）
  -  イギリス空軍
  -  オーストラリア空軍
  -  アメリカ陸軍航空軍
  -  自由フランス軍　ほか
- 初飛行：1941年3月30日
- 生産数：1,931機[注釈 1]
- 生産開始：1941年末
- 運用開始：

  - 1942年5月（オーストラリア空軍）
  - 1942年10月（イギリス空軍）
- 退役

  - 1944年9月（自由フランス軍）
  - 1946年（オーストラリア空軍）
  - 1948年4月（ブラジル空軍）
- 運用状況：退役

ヴェンジェンス（Vultee Vengeance ）は、アメリカ合衆国のヴァルティー社が開発し、主にイギリス空軍で運用された急降下爆撃機である。イギリス空軍には1942年から引渡しが開始され、主にビルマやインド方面で日本軍を相手に運用された。
愛称の「ヴェンジェンス (Vengeance)」は、復讐の意であり、米海軍型の愛称の「ジョージア (Georgia)」はアメリカの州の一つである。ヴァルティー社内での呼称はV-72。アメリカ陸軍航空軍ではA-31 ヴェンジェンスやA-35 ヴェンジェンス、アメリカ海軍ではTBV ジョージアとして制式採用されたが、どの型も実戦ではほとんど使用されず主に練習機として使用された。

## 開発
ヴァルティー社はフランス政府からの発注を受け、新型急降下爆撃機「モデル72（V-72）」を開発した。この機体は当時としては強力なライトR2600エンジンを搭載し、強力な武装と頑丈な機体を有していた。
フランスよりの発注数は300機で、1940年10月から引き渡しを行う予定だったが、同年の6月にフランスがドイツに降伏してしまい、発注が宙に浮いてしまった。しかし、イギリス空軍がこの機体に注目し、「ヴェンジェンス」の名称で代わりに発注することになった。
イギリス空軍への引き渡しは1942年1月より開始されたが、途中からレンドリース法の適用を受けて一度アメリカ陸軍がA-31として購入した後イギリスに供与されるという扱いとなった。また一部の機体はそのままアメリカ陸軍が保有した(少数は海軍に引き渡されている)。1942年にはエンジンをライト・サイクロンR-2600-13(1700hp)に換装、武装を12.7mm機関銃に強化し主翼を改修したA-35（イギリス名は「ヴェンジェンスMK.4」）も生産された。
生産はヴァルティー社の他スティンソン社やノースロップ社でも行われ、総生産機数は1,931機で、アメリカでは323機が主として標的曳航機として使用された。この他に1,205機がイギリス空軍に納入され、ビルマで任務に就いた。1943年には若干機が北アフリカの自由フランス軍に供与された。

## 運用
イギリス空軍では本機を専ら極東方面で運用し、1943年からビルマやインド方面で日本軍との戦闘に投入した。ブレニム爆撃機を補完する形で運用され、それなりの戦果を挙げている。イギリス空軍以外でもオーストラリア空軍やインド植民地空軍でも使用され、オーストラリア空軍では“ヴァルティー・ヴァルチュア（Vulture, ハゲワシの意）”のニックネームで呼ばれた。
いずれの空軍でも1944年以降は順次前線から引き上げられ、訓練機や標的曳航機として使用された。
各型を合わせ2,000機近くが生産された機体であるにもかかわらず、生産国であるアメリカでは実戦でほとんど使用されず、予備機や訓練機として後方任務に従事したのみであるため、1943年当時の軍事調達局の報告書では、「資源と材料の無駄」とまで酷評された。
ヴァルティー・ヴェンジェンスは、アメリカ製ながら主にアメリカ軍以外によって運用されたためにアメリカでの評価が低く知名度も低いという、いくつかの例の一つである。

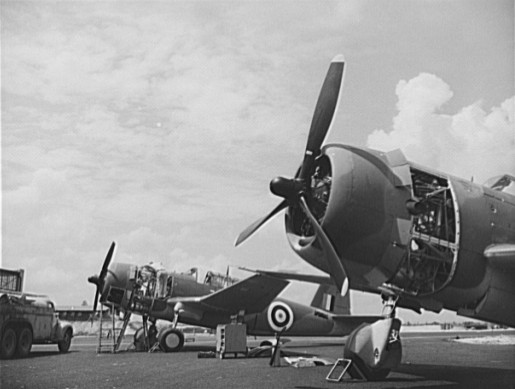
整備中のヴェンジェンス　1943年2月
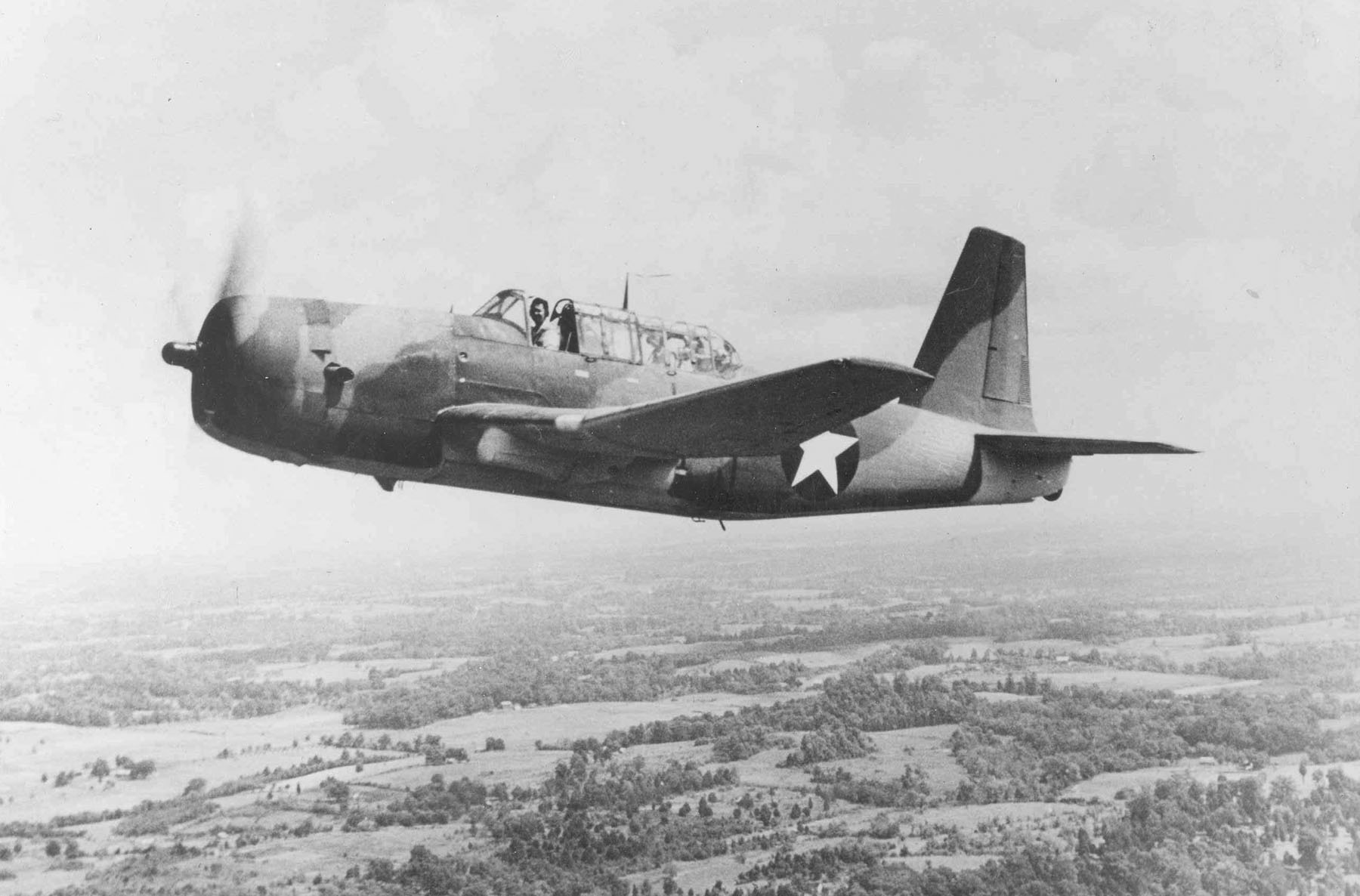
標的曳航機として運用されているA-35B

## 諸元
ヴェンジェンス Mk.1 (A-31)
- 全長：12.12 m
- 全幅：14.63 m
- 全高：4.67 m
- 全備重量：5,009 kg
- エンジン：ライトR2600-19 空冷14気筒 1,600 hp×1
- 最大速度：443 km/h
- 実用上限高度：6,858m
- 航続距離：2,253 km
- 武装
  - 爆弾 226kg×2 113kg×2
  - 7.62mm機銃×6(翼内X4,後席旋回X2)
- 乗員 2名